# Кохановце (Хумење)
Кохановце (слч. Kochanovce) насељено је мјесто са административним статусом сеоске општине (слч. obec) у округу Хумење, у Прешовском крају, Словачка Република.

## Становништво
| Година:    | 1994. | 2004.    | 2014.   | 2024.   |
| ---------- | ----- | -------- | ------- | ------- |
| Број људи: | 651   | 745      | 792     | 735     |
| Разлика:   |       | +14,43 % | +6,30 % | -7,19 % |

| Година:    | 2023. | 2024.   |
| ---------- | ----- | ------- |
| Број људи: | 731   | 735     |
| Разлика:   |       | +0,54 % |

Према подацима о броју становника из 2024. године насеље је имало 735 становника.